# Szemereki Teréz

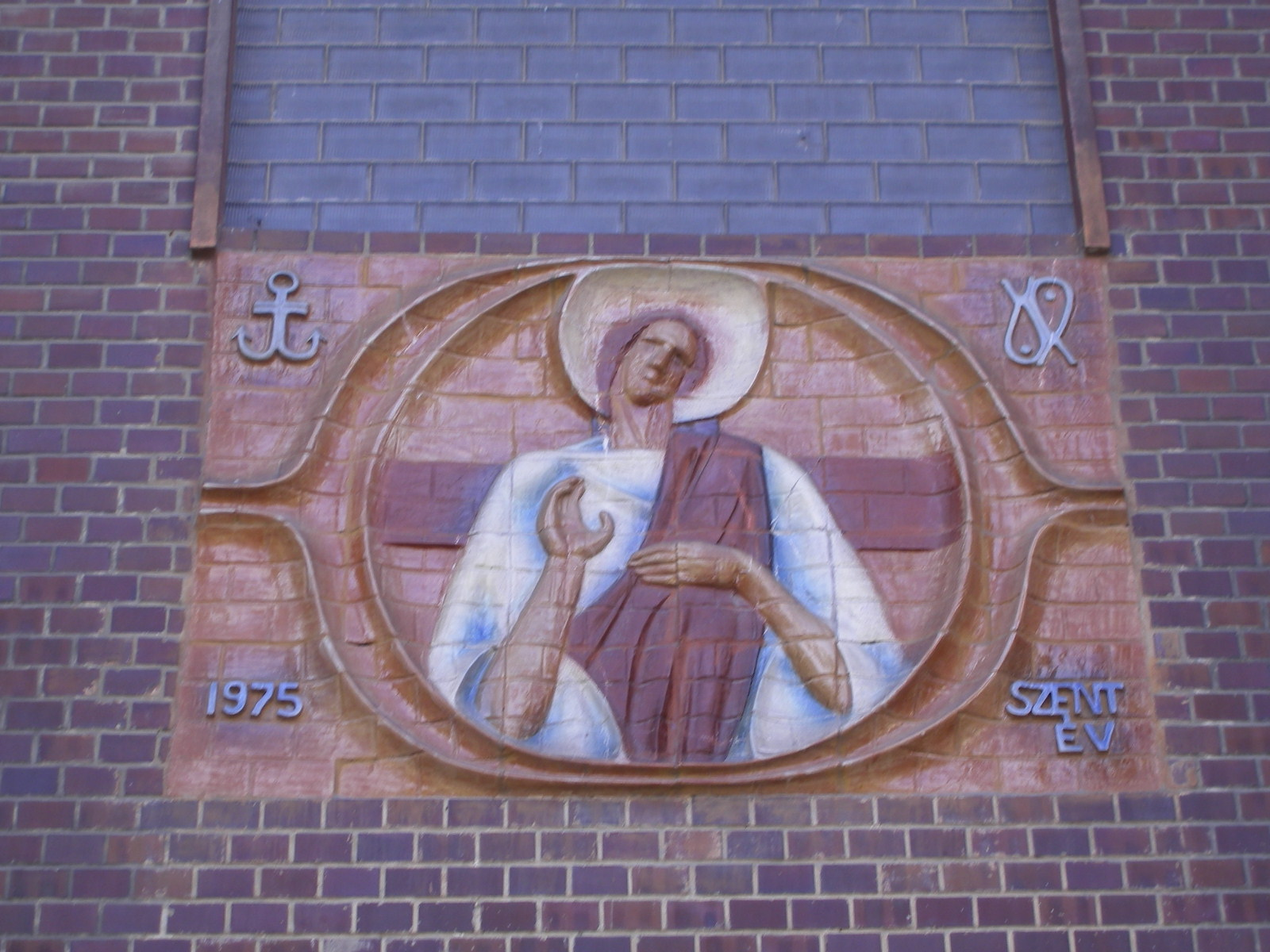
Szemereki Teréz kerámia domborműve a komáromi Jézus Szíve katolikus templom falán

Szemereki Teréz (Tata, 1947–) magyar iparművész.
1966-ban érettségizett a Képző- és Iparművészeti Gimnáziumban. Diplomáját 1972-ben szerezte az Iparművészeti Főiskola Kerámia szakán, azóta tagja a művészeti alapnak. Köztéri munkája, egy 3 méter magas kerámia plasztika, Körmenden látható. Önálló kiállításai mellett rendszeresen részt vesz a hazai és külföldi kiállításokon és pályázatokon. Több alkalommal ösztöndíjasa a Siklósi és Kecskeméti Kerámia Stúdiónak. 1989-ben ösztöndíjat kapott Finnországba. 2008-ban Ferenczy Noémi-díjjal tüntették ki.